# 月曜名作劇場
『月曜名作劇場』（げつようめいさくげきじょう）は、TBS系列で2016年4月11日から2019年3月25日まで毎週月曜日の夜（JST）に放送されていた2時間ドラマ枠。『月曜ゴールデン』の引き継ぎ番組でもある。

## 概要
TBS系列の月曜21 - 22時台の枠は1969年10月から1987年9月まで『月曜ロードショー』の枠タイトルによる映画の放送枠であった。
1987年10月から1989年9月までは21時台に『月曜9時枠の連続ドラマ』、22時台に『JNNニュース22プライムタイム』→『JNNニュースデスク'88・'89』が放送されたため、月曜単発枠は一旦中断したが、1989年10月から『月曜ドラマスペシャル』の枠タイトルで2時間ドラマ枠として2年ぶりに単発枠が復活した。『月曜ドラマスペシャル』は、サスペンスやヒューマンストーリー物を中心としたドラマ放送枠であった。2001年4月から『月曜ミステリー劇場』に枠タイトルを改め、サスペンスに特化する内容にリニューアルした。さらに2006年4月に『月曜ゴールデン』と再度枠タイトルを変更し、サスペンスを中心とした2時間ドラマや映画などの放送枠に移行した。
TBSは、2016年春の番組改編で、『月曜ゴールデン』として10周年を迎えるのを節目に、この放送枠のリニューアルを決断。サスペンス系2時間ドラマを中心に、特別ドラマやバラエティ企画、映画（主に自社制作の邦画中心）、ドキュメンタリーなどのラインナップを取り揃えた総合エンターテインメント枠に移行する。ただし、本枠開始後、本枠放送時間帯に放送されるバラエティやドキュメンタリーは本枠外などでしか放送実績がない。また、2017年6月現在、ゴールデンタイムの時間帯におけるレギュラーの2時間ドラマ枠としては当枠が唯一であった。
開始当初は21:00 - 22:54に放送されていたが、2017年1月から月曜20時台で放送されている『好きか嫌いか言う時間』の放送時間が21:53 - 22:54枠に変更になるため、本枠は、20:00 - 21:50枠に繰り上げ・4分縮小になる。これと同時に、直前番組『結婚したら人生劇変!○○の妻たち』との接続はステブレレスに変更された。
同年10月16日から従前より10分拡大となる、22:00までの放送となるが、従前の後続番組だった『JNNフラッシュニュース』を本番組内包に変更（枠拡大後の初回は3時間SPのため、22:54まで）、これに伴い直後の月曜22時台番組（2017年10月から『ペコジャニ∞!』）との接続はステブレレスに変更、直前直後の双方がステブレレス接続になった。『世にも不思議なランキング なんで?なんで?なんで?』以来1年ぶりとなる。なお、月曜の19時台 - 20時台、21時台 - 22時台で2時間特番を2本続けてで組む場合は、本枠を繰り上げもしくは繰り下げとせず、休止する。このため、改編期特番編成時は1か月間休止となることもある。
備考にもあるように2018年は月1回程度の放送に激減し、結果的に年間で14回しか放送されなかった。
2019年3月25日の放送をもって終了し、これに伴い、1982年4月放送開始の「ザ・サスペンス」をルーツとするTBS系列及び地上波放送における2時間ドラマのレギュラー枠は名実共に通算37年の歴史に幕を下ろすこととなった。同時に2年の中断期間を挟みながら1969年10月から通算50年続いたTBS系列の月曜単発枠も廃枠することになった。
また、2019年4月以降は20時台に『有田哲平と高嶋ちさ子の人生イロイロ超会議』、21時台が『メイドインジャパン!』のバラエティ枠が編成されるため、1958年以来60年以上続いたTBS系列の月曜日のゴールデン・プライムタイムのドラマ枠が完全撤退する結果にもなった。なお、2017年10月から本番組の内包番組であった『JNNフラッシュニュース』月曜版は2019年5月以降は20:57 - 21:00の単独番組に変更された（同年4月は改編期特番編成のため、週ごとに内包先の番組は異なるが、いずれも特番内包という形を取っていた）。
これ以降、月曜日の地上波ゴールデン・プライム枠のドラマはフジテレビとテレビ東京のみとなった。テレビ東京は2021年3月まで20時台から3時間連続でドラマ番組が続く（2時間ドラマ枠を復活、そのあとに連続ドラマ枠）、かつてのTBSの形をほぼ踏襲していたが2021年4月よりニュース枠の移転に伴い、月曜連続ドラマが23時台に移転（ニュース枠で分断する形をとっている）。

### 放送時間の変遷
| 放送期間                       | 放送時間（JST）    | 放送分数 |
| ------------------------------ | ------------------ | -------- |
| 2016年4月11日 - 12月12日       | 月曜 21:00 - 22:54 | 114分    |
| 2017年1月23日 - 9月11日        | 月曜 20:00 - 21:50 | 110分    |
| 2017年10月16日 - 2019年3月25日 | 月曜 20:00 - 22:00 | 120分    |

## 放送作品

### ドラマのシリーズ作品

#### 『月曜ゴールデン』以前から継続のシリーズ
- 税務調査官・窓際太郎の事件簿（第30作 - ）主演：小林稔侍 / 製作：Joker
- 駅弁刑事・神保徳之助（第10作 - ）主演：小林稔侍 / 製作：Joker
- 警視庁心理捜査官・明日香（第5作 - ）原作：黒崎視音 / 主演：泉ピン子 / 製作：近代映画協会
- 湯けむりバスツアー 桜庭さやかの事件簿（第7作 - ）主演：萬田久子 / 製作：MMJ
- 警視庁南平班〜七人の刑事〜（第9作 - ）原作：鳥羽亮 / 主演：村上弘明 / 製作：スイート・ペイジル
- 女取調官（第4作 - ）原作：笹沢左保 / 主演：賀来千香子 / 製作：TSP
- 釣り刑事（第7作 - ）主演：中村梅雀 / 製作：G・カンパニー
- 制服捜査（第3作 - ）原作：佐々木譲 / 主演：内藤剛志 / 製作：東映
- ヤメ判 新堂謙介 殺しの事件簿（第4作 - ）主演：橋爪功 / 製作：オセロット
- 警視庁機動捜査隊216（第6作 - ）主演：沢口靖子 / 製作：ユニオン映画
- 信濃のコロンボ（第3作 - ） 原作：内田康夫 / 主演：寺脇康文 / 製作：ジニアス
- 赤かぶ検事奮戦記（第6作 - ） 原作：和久峻三 / 主演：中村梅雀 / 製作：松竹株式会社
- 刑事夫婦（第3作 - ） 主演：鈴木砂羽 / 製作：大映テレビ
- 魔性の群像 刑事・森崎慎平（第4作 - ） 原作：森村誠一 / 主演：小泉孝太郎 / 製作：俳優座
- 銭の捜査官 西カネ子（第2作） 原作：萩生田勝 / 主演：真矢ミキ / 製作：オスカープロモーション

#### 『月曜名作劇場』から開始したシリーズ
- 陰の季節 原作：横山秀夫 / 主演：仲村トオル / 製作：コブラピクチャーズ
- 温泉殺人事件シリーズ 原作：吉村達也 / 主演：片岡鶴太郎 / 製作：テレパック
- ミステリー作家・朝比奈耕作シリーズ 原作：吉村達也 / 主演：小泉孝太郎 / 製作：テレパック
- あんみつ検事の捜査ファイル 原作：和久峻三 / 主演：片平なぎさ / 製作：テレパック
- 犯罪資料館 緋色冴子シリーズ 原作：大山誠一郎 / 主演：松下由樹 / 製作：テレパック
- はぐれ署長の殺人急行 主演：恵俊彰 / 製作：大映テレビ
- （新・）十津川警部シリーズ 原作：西村京太郎 / 主演：内藤剛志 / 製作：オスカープロモーション → ザ レインドロップス
- 新・浅見光彦シリーズ 原作：内田康夫 / 主演：平岡祐太 / 製作：テレパック
- 警視庁岡部班 原作：内田康夫 / 主演：高橋克典 / 製作：ジニアス

### ドラマの単発作品
- 天下御免トラック野郎 銀ちゃんの事件街道! 主演：舘ひろし / 製作：オスカープロモーション
- みなと署落とし物係 秘密捜査官 危険な二人 主演：浅野ゆう子、遠藤憲一 / 製作：毎日放送
- 鑑識捜査官 亀田乃武夫の臨場ファイル 主演：中村梅雀 / 製作：ユニオン映画
- オバチャン保険調査員 赤宮楓のマル秘事件簿 主演：泉ピン子 / 製作：毎日放送
- 確証〜警視庁捜査三課 原作：今野敏 / 主演：吉田栄作、内山理名 / 製作：ドリマックス・テレビジョン
- おくのほそ道迷宮紀行 原作：森村誠一 / 主演：中村梅雀 / 製作：テレパック
- 京都タクシードライバーの事件簿 / 主演：内藤剛志 / 製作：東映、TBS
- 今野敏サスペンス 警視庁東京湾臨海署〜安積班 原作：今野敏  / 主演：中村芝翫 / 製作：TBSスパークル、TBS
- 警視庁SP特命係 主演：舘ひろし / 製作：オスカープロモーション、TBS
- 今野敏サスペンス 隠蔽捜査〜去就〜[注 2][5] 原作：今野敏  / 主演：杉本哲太、古田新太 / 製作：TBSスパークル、TBS

#### 『月曜名作劇場』で放送されなかった作品
- 「逆転弁護士・水木邦夫」〜声なき叫び〜[6][注 3] 原作：小杉健治 / 主演：草刈正雄 / 製作：テレパック、TBS
  - 放送日：2020年3月8日 (日) 26時25分〜28時25分（TBS）[7][8]

## 放送リスト

### 2016年
| 回数 | 放送日   | タイトル                                 | 話数                                     | 主演       | 原作       | 脚本              | 監督       | 制作                   |
| ---- | -------- | ---------------------------------------- | ---------------------------------------- | ---------- | ---------- | ----------------- | ---------- | ---------------------- |
| 1    | 4月11日  | 税務調査官・窓際太郎の事件簿             | 30                                       | 小林稔侍   | -          | 土屋六郎          | 山崎康生   | Joker                  |
| 2    | 4月18日  | 横山秀夫サスペンス                       | 1                                        | 仲村トオル | 横山秀夫   | 窪田信介          | 榎戸耕史   | コブラピクチャーズ     |
| 3    | 4月25日  | 横山秀夫サスペンス                       | 2                                        | 仲村トオル | 横山秀夫   | 窪田信介          | 榎戸耕史   | コブラピクチャーズ     |
| 4    | 5月2日   | 駅弁刑事・神保徳之助                     | 10                                       | 小林稔侍   | -          | 深沢正樹          | 上野貴弘   | Joker                  |
| 5    | 5月16日  | 警視庁心理捜査官・明日香                 | 5                                        | 泉ピン子   | 黒崎視音   | 西岡琢也          | 吉川一義   | 近代映画協会           |
| 6    | 5月23日  | 湯けむりバスツアー 桜庭さやかの事件簿    | 7                                        | 萬田久子   | -          | 坂田義和          | 新村良二   | MMJ                    |
| 7    | 5月30日  | 温泉殺人事件シリーズ                     | 1                                        | 片岡鶴太郎 | 吉村達也   | 安井国穂 鈴木裕那 | 村上牧人   | テレパック             |
| 8    | 6月6日   | ミステリー作家・朝比奈耕作シリーズ       | 1                                        | 小泉孝太郎 | 吉村達也   | 大石哲也          | 麻生学     | テレパック             |
| 9    | 6月13日  | あんみつ検事の捜査ファイル               | 1                                        | 片平なぎさ | 和久峻三   | 田辺満            | 根本和政   | テレパック             |
| 10   | 7月11日  | 警視庁南平班〜七人の刑事〜               | 9                                        | 村上弘明   | 鳥羽亮     | 小杉晶子          | 中前勇児   | スイート・ベイジル     |
| 11   | 7月25日  | 女取調官                                 | 4                                        | 賀来千香子 | 笹沢左保   | 扇澤延男          | 赤羽博     | TSP                    |
| 12   | 8月1日   | 釣り刑事                                 | 7                                        | 中村梅雀   | -          | 入江信吾          | 皆川智之   | G・カンパニー          |
| 13   | 8月22日  | 制服捜査                                 | 3                                        | 内藤剛志   | 佐々木譲   | 峯尾基三          | 金佑彦     | 東映                   |
| 14   | 8月29日  | 犯罪資料館 緋色冴子シリーズ              | 1                                        | 松下由樹   | 大山誠一郎 | 大久保ともみ      | 河原瑶     | テレパック             |
| 15   | 9月5日   | ヤメ判 新堂謙介 殺しの事件簿             | 4                                        | 橋爪功     | -          | 金子成人          | 鶴巻日出雄 | オセロット             |
| 16   | 9月12日  | 警視庁機動捜査隊216                      | 6                                        | 沢口靖子   | -          | 安井国穂 村川康敏 | 児玉宜久   | ユニオン映画           |
| 17   | 9月26日  | 天下御免トラック野郎 銀ちゃんの事件街道! | 天下御免トラック野郎 銀ちゃんの事件街道! | 舘ひろし   | -          | 深沢正樹          | 村田忍     | オスカープロモーション |
| 18   | 10月24日 | 温泉殺人事件シリーズ                     | 2                                        | 片岡鶴太郎 | 吉村達也   | 鈴木裕那          | 村上牧人   | テレパック             |
| 19   | 11月14日 | 信濃のコロンボ                           | 3                                        | 寺脇康文   | 内田康夫   | 穴吹一朗          | 中前勇児   | ジニアス               |
| 20   | 11月28日 | 赤かぶ検事奮戦記                         | 6                                        | 中村梅雀   | 和久峻三   | 岡崎由紀子        | 石原興     | 松竹                   |
| 21   | 12月5日  | はぐれ署長の殺人急行                     | 1                                        | 恵俊彰     | -          | ひかわかよ        | 伊藤寿浩   | 大映テレビ             |
| 22   | 12月12日 | 税務調査官・窓際太郎の事件簿             | 31                                       | 小林稔侍   | -          | 岡本貴也          | 山崎康生   | Joker                  |

### 2017年
| 回数 | 放送日   | タイトル                                  | 話数                                      | 主演                | 原作       | 脚本              | 監督       | 制作                   |
| ---- | -------- | ----------------------------------------- | ----------------------------------------- | ------------------- | ---------- | ----------------- | ---------- | ---------------------- |
| 23   | 1月23日  | 十津川警部シリーズ                        | 1                                         | 内藤剛志            | 西村京太郎 | 佐伯俊道          | 池澤辰也   | オスカープロモーション |
| 24   | 1月30日  | 駅弁刑事・神保徳之助                      | 11                                        | 小林稔侍            | -          | 深沢正樹          | 山田光広   | Joker                  |
| 25   | 2月6日   | あんみつ検事の捜査ファイル                | 2                                         | 片平なぎさ          | 和久峻三   | 田辺満            | 根本和政   | テレパック             |
| 26   | 2月27日  | 刑事夫婦                                  | 3                                         | 鈴木砂羽            | -          | 金井寛            | 松田礼人   | 大映テレビ             |
| 27   | 3月6日   | みなと署落とし物係 秘密捜査官 危険な二人  | みなと署落とし物係 秘密捜査官 危険な二人  | 浅野ゆう子 遠藤憲一 | -          | 菱田シンヤ        | 亀井弘明   | 毎日放送               |
| 28   | 3月13日  | 魔性の群像 刑事・森崎慎平                 | 4                                         | 小泉孝太郎          | 森村誠一   | 石原武龍 宮崎健   | 中野昌宏   | 劇団俳優座             |
| 29   | 4月3日   | 十津川警部シリーズ                        | 2                                         | 内藤剛志            | 西村京太郎 | 佐伯俊道          | 村田忍     | オスカープロモーション |
| 30   | 4月17日  | ヤメ判 新堂謙介 殺しの事件簿              | 5                                         | 橋爪功              | -          | 長谷川康夫        | 鶴巻日出雄 | オセロット             |
| 31   | 4月24日  | 信濃のコロンボ                            | 4                                         | 寺脇康文            | 内田康夫   | 穴吹一朗          | 中前勇児   | ジニアス               |
| 32   | 5月8日   | 税務調査官・窓際太郎の事件簿              | 32                                        | 小林稔侍            | -          | 深沢正樹          | 山崎康生   | Joker                  |
| 33   | 5月15日  | 警視庁南平班〜七人の刑事〜                | 10                                        | 村上弘明            | 鳥羽亮     | 林誠人 小杉晶子   | 中前勇児   | スイート・ベイジル     |
| 34   | 6月5日   | 警視庁機動捜査隊216                       | 7                                         | 沢口靖子            | -          | 安井国穂          | 児玉宜久   | ユニオン映画           |
| 35   | 6月12日  | 温泉殺人事件シリーズ                      | 3                                         | 片岡鶴太郎          | 吉村達也   | 鈴木裕那 佐藤奈央 | 渋谷未来   | テレパック             |
| 36   | 6月26日  | はぐれ署長の殺人急行                      | 2                                         | 恵俊彰              | -          | 谷口純一郎        | 児玉宜久   | 大映テレビ             |
| 37   | 7月10日  | 犯罪資料館 緋色冴子シリーズ               | 2                                         | 松下由樹            | 大山誠一郎 | 金谷祐子          | 金子与志一 | テレパック             |
| 38   | 8月7日   | 鑑識捜査官 亀田乃武夫の臨場ファイル       | 鑑識捜査官 亀田乃武夫の臨場ファイル       | 中村梅雀            | -          | 坂上かつえ        | 吉田啓一郎 | ユニオン映画           |
| 39   | 8月21日  | オバチャン保険調査員 赤宮楓のマル秘事件簿 | オバチャン保険調査員 赤宮楓のマル秘事件簿 | 泉ピン子            | 小幡兼路   | 李正姫            | 竹園元     | 毎日放送               |
| 40   | 8月28日  | 居酒屋もへじ                              | 6                                         | 水谷豊              | -          | 黒土三男          | 清弘誠     | -                      |
| 41   | 9月4日   | 警視庁機動捜査隊216                       | 8                                         | 沢口靖子            | -          | 安井国穂 村川康敏 | 児玉宜久   | ユニオン映画           |
| 42   | 9月11日  | 十津川警部シリーズ                        | 3                                         | 内藤剛志            | 西村京太郎 | 佐伯俊道          | 池澤辰也   | オスカープロモーション |
| 43   | 10月16日 | 十津川警部シリーズ                        | 4                                         | 内藤剛志            | 西村京太郎 | 佐伯俊道          | 池澤辰也   | オスカープロモーション |
| 44   | 10月30日 | 新・浅見光彦シリーズ                      | 1                                         | 平岡祐太            | 内田康夫   | 石原武龍          | 鈴木浩介   | テレパック             |
| 45   | 11月6日  | 確証〜警視庁捜査三課                      | 確証〜警視庁捜査三課                      | 吉田栄作 内山理名   | 今野敏     | 清水友佳子        | 松田礼人   | ドリマックス           |
| 46   | 11月13日 | 赤かぶ検事奮戦記                          | 7                                         | 中村梅雀            | 和久峻三   | 岡崎由紀子        | 石原興     | 松竹                   |
| 47   | 11月20日 | 信濃のコロンボ                            | 5                                         | 寺脇康文            | 内田康夫   | 穴吹一朗          | 中前勇児   | ジニアス               |
| 48   | 11月27日 | 警視庁岡部班                              | 1                                         | 高橋克典            | 内田康夫   | 穴吹一朗          | 中前勇児   | ジニアス               |

### 2018年
| 回数 | 放送日   | タイトル                           | 話数                 | 主演       | 原作       | 脚本       | 監督     | 制作                 |
| ---- | -------- | ---------------------------------- | -------------------- | ---------- | ---------- | ---------- | -------- | -------------------- |
| 49   | 1月22日  | はぐれ署長の殺人急行               | 3                    | 恵俊彰     | -          | 谷口純一郎 | 児玉宜久 | 大映テレビ           |
| 50   | 2月26日  | 新・浅見光彦シリーズ               | 2                    | 平岡祐太   | 内田康夫   | 田辺満     | 鈴木浩介 | テレパック           |
| 51   | 3月5日   | 税務調査官・窓際太郎の事件簿       | 33                   | 小林稔侍   | -          | 深沢正樹   | 山崎康生 | Joker                |
| 52   | 3月12日  | ミステリー作家・朝比奈耕作シリーズ | 2                    | 小泉孝太郎 | 吉村達也   | 大石哲也   | 麻生学   | テレパック           |
| 53   | 5月21日  | 新・浅見光彦シリーズ               | 3                    | 平岡祐太   | 内田康夫   | 石原武龍   | 村上牧人 | テレパック           |
| 54   | 6月11日  | おくのほそ道迷宮紀行               | おくのほそ道迷宮紀行 | 中村梅雀   | 森村誠一   | 斉藤陽子   | 渋谷未来 | テレパック           |
| 55   | 6月18日  | 警視庁機動捜査隊216                | 9                    | 沢口靖子   | -          | 安井国穂   | 児玉宜久 | ユニオン映画         |
| 56   | 7月9日   | はぐれ署長の殺人急行               | 4                    | 恵俊彰     | -          | 渡邉真子   | 児玉宜久 | 大映テレビ           |
| 57   | 8月6日   | 税務調査官・窓際太郎の事件簿       | 34                   | 小林稔侍   | -          | 深沢正樹   | 山崎康生 | Joker                |
| 58   | 9月10日  | 十津川警部シリーズ                 | 6                    | 内藤剛志   | 西村京太郎 | 赤松義正   | 池澤辰也 | ザ・レインドロップス |
| 59   | 10月29日 | 警視庁南平班〜七人の刑事〜         | 11                   | 村上弘明   | 鳥羽亮     | 小杉晶子   | 中前勇児 | スイート・ベイジル   |
| 60   | 11月12日 | 警視庁岡部班                       | 2                    | 高橋克典   | 内田康夫   | 穴吹一朗   | 中前勇児 | ジニアス             |
| 61   | 12月17日 | 新・浅見光彦シリーズ               | 4                    | 平岡祐太   | 内田康夫   | 田辺満     | 村上牧人 | テレパック           |

### 2019年
| 回数 | 放送日  | タイトル                       | 話数                           | 主演       | 原作     | 脚本            | 監督     | 制作                   |
| ---- | ------- | ------------------------------ | ------------------------------ | ---------- | -------- | --------------- | -------- | ---------------------- |
| 62   | 1月7日  | 新・浅見光彦シリーズ           | 5                              | 平岡祐太   | 内田康夫 | 荒井修子        | 鈴木浩介 | テレパック             |
| 63   | 1月28日 | 魔性の群像 刑事・森崎慎平      | 5                              | 小泉孝太郎 | 森村誠一 | 石原武龍        | 中野昌宏 | 劇団俳優座             |
| 64   | 2月4日  | 京都タクシードライバーの事件簿 | 京都タクシードライバーの事件簿 | 内藤剛志   | 鏑木蓮   | 真部千晶        | 金佑彦   | 東映                   |
| 65   | 2月18日 | 銭の捜査官 西カネ子            | 2                              | 真矢ミキ   | 萩生田勝 | 関えり香        | 村松弘之 | オスカープロモーション |
| 66   | 2月25日 | 警視庁東京湾臨海署〜安積班     | 警視庁東京湾臨海署〜安積班     | 中村芝翫   | 今野敏   | 大川俊道        | 酒井聖博 | TBSスパークル          |
| 67   | 3月4日  | 警視庁SP特命係                 | 警視庁SP特命係                 | 舘ひろし   | -        | 武井彩 関えり香 | 藤井裕也 | オスカープロモーション |
| 68   | 3月11日 | 隠蔽捜査〜去就〜               | 隠蔽捜査〜去就〜               | 杉本哲太   | 今野敏   | 小山正太        | 岡本伸吾 | TBSスパークル          |

## ネット局
| 放送対象地域  | 放送局                    | 系列           | 放送時間           | 備考 |
| ------------- | ------------------------- | -------------- | ------------------ | --- |
| 関東広域圏    | TBSテレビ（TBS）          | TBS系列        | 月曜 20:00 - 22:00 | 制作局 |
| 北海道        | 北海道放送（HBC）         | TBS系列        | 月曜 20:00 - 22:00 | |
| 青森県        | 青森テレビ（ATV）         | TBS系列        | 月曜 20:00 - 22:00 | |
| 岩手県        | IBC岩手放送（IBC）        | TBS系列        | 月曜 20:00 - 22:00 | |
| 宮城県        | 東北放送（TBC）           | TBS系列        | 月曜 20:00 - 22:00 | |
| 山形県        | テレビユー山形（TUY）     | TBS系列        | 月曜 20:00 - 22:00 | |
| 福島県        | テレビユー福島（TUF）     | TBS系列        | 月曜 20:00 - 22:00 | |
| 山梨県        | テレビ山梨（UTY）         | TBS系列        | 月曜 20:00 - 22:00 | |
| 新潟県        | 新潟放送（BSN）           | TBS系列        | 月曜 20:00 - 22:00 | |
| 長野県        | 信越放送（SBC）           | TBS系列        | 月曜 20:00 - 22:00 | |
| 静岡県        | 静岡放送（SBS）           | TBS系列        | 月曜 20:00 - 22:00 | |
| 富山県        | チューリップテレビ（TUT） | TBS系列        | 月曜 20:00 - 22:00 | |
| 石川県        | 北陸放送（MRO）           | TBS系列        | 月曜 20:00 - 22:00 | |
| 中京広域圏    | CBCテレビ（CBC）          | TBS系列        | 月曜 20:00 - 22:00 | |
| 近畿広域圏    | 毎日放送（MBS）           | TBS系列        | 月曜 20:00 - 22:00 | |
| 鳥取県 島根県 | 山陰放送（BSS）           | TBS系列        | 月曜 20:00 - 22:00 | |
| 岡山県 香川県 | 山陽放送（RSK）           | TBS系列        | 月曜 20:00 - 22:00 | |
| 広島県        | 中国放送（RCC）           | TBS系列        | 月曜 20:00 - 22:00 | |
| 山口県        | テレビ山口（tys）         | TBS系列        | 月曜 20:00 - 22:00 | |
| 愛媛県        | あいテレビ（ITV）         | TBS系列        | 月曜 20:00 - 22:00 | |
| 高知県        | テレビ高知（KUTV）        | TBS系列        | 月曜 20:00 - 22:00 | |
| 福岡県        | RKB毎日放送（RKB）        | TBS系列        | 月曜 20:00 - 22:00 | |
| 長崎県        | 長崎放送（NBC）           | TBS系列        | 月曜 20:00 - 22:00 | |
| 熊本県        | 熊本放送（RKK）           | TBS系列        | 月曜 20:00 - 22:00 | |
| 大分県        | 大分放送（OBS）           | TBS系列        | 月曜 20:00 - 22:00 | |
| 宮崎県        | 宮崎放送（MRT）           | TBS系列        | 月曜 20:00 - 22:00 | |
| 鹿児島県      | 南日本放送（MBC）         | TBS系列        | 月曜 20:00 - 22:00 | |
| 沖縄県        | 琉球放送（RBC）           | TBS系列        | 月曜 20:00 - 22:00 | |
| 秋田県        | 秋田テレビ（AKT）         | フジテレビ系列 | 日曜 13:00 - 15:00 | 「日曜ワイド劇場」に改題し、ローカルセールス枠で放送した。 ただ、すべての作品を順番に放送しているわけではない。 |
| 福井県        | 福井テレビ（FTB）         | フジテレビ系列 | 不定期放送         | 「3時のドラマ」枠で主に平日午後に放送した。                                                                     |
| 徳島県        | 四国放送（JRT）           | 日本テレビ系列 | 不定期放送         | 主に週末に放送。                                                                                                |

## 備考
- 2016年
  - 5月9日は『マサカの世界衝撃事件』（19:56 - 22:54）のため休止。
  - 6月20日は『スーパードクターズ』のため休止。
  - 7月18日は『古代エジプト世紀の大発見プロジェクト ツタンカーメンと伝説の王妃3300年新事実』（19:00 - 21:45）および『クレイジージャーニーSP』（21:45 - 22:54）のため休止。
  - 8月8日は『山里と100人の美女 真夏の女子会 大告白SP』のため休止。
  - 8月15日は『好きか嫌いか言う時間 初回SP』（19:56 - 22:54）のため休止。
  - 9月19日は『2夜連続ドラマ 橋田壽賀子ドラマ 渡る世間は鬼ばかり』（後編）のため休止。
  - 10月3日 - 10月17日は改編期特番編成のため休止。
  - 10月31日は『ハロウィン音楽祭2016』（19:00 - 22:54）のため休止。
  - 11月7日は『好きか嫌いか言う時間SP』（19:56 - 22:54）のため休止。
  - 11月21日は『アイ・アム・冒険少年 秋の大脱出島3時間SP』（19:56 - 22:54）のため休止。
  - 12月19日・26日は年末編成のため休止。
- 2017年
  - 1月2日 - 16日は年始編成のため休止。
  - 2月13日は『歌のゴールデンヒット オリコン1位の50年間』（第1弾、19:00 - 22:54）のため休止。
  - 2月20日は『名医のTHE太鼓判3』（19:00 - 20:54）および『好きか嫌いか言う時間SP』（20:57 - 22:54）のため休止。
  - 3月20日は『LEADERS ディレクターズカット』（19:00 - 22:54）のため休止。
  - 3月27日は当初通常枠で『警視庁南平班〜七人の刑事〜10』を放送予定だったが、渡瀬恒彦の死去に伴い、後続番組『好きか嫌いか言う時間』を急遽休止および64分後拡大（20:00 - 22:54）の上[注 5]、2009年9月に放送した『月曜ゴールデン・十津川警部シリーズ42 九州ひなの国殺人ルート』（この作品の本放送は60分前拡大）をアンコール放送した[9]。なお、『警視庁南平班〜七人の刑事〜10』は5月15日に延期の上放送。
  - 4月10日は『美空ひばり生誕80周年特別企画in東京ドーム 不死身コンサート2017』（19:00 - 22:54）のため休止。
  - 5月1日は『あなたが聴きたい歌の4時間スペシャル』（19:00 - 22:54）のため休止。
  - 5月22日は『名医のTHE太鼓判4』（19:00 - 20:57）および『1番だけが知っている』（20:57 - 22:54）のため休止。
  - 5月29日は『マイネームSHOW』（19:00 - 20:54）および『好きか嫌いか言う時間SP』（20:57 - 22:54）のため休止。
  - 6月19日は当初通常枠で『犯罪資料館 緋色冴子シリーズ 赤い博物館2』を放送予定だったが、野際陽子の死去に伴い、2005年11月14日に放送した『月曜ミステリー劇場・弁護士二重丸承子』をアンコール放送した。なお、『犯罪資料館 緋色冴子シリーズ 赤い博物館2』は7月10日に振替放送した。
  - 7月3日は『関口宏の東京フレンドパーク2017 7月のドラマ大集合SP!!』（19:00 - 21:50）[注 6]のため休止。
  - 7月17日は『プロ野球選手の妻たち』（19:00 - 21:50）のため休止。
  - 7月24日は『名医のTHE太鼓判5&スーパードクターズ合体4時間SP』（第1部…19:00 - 20:05・第2部…20:05 - 22:54）のため休止。
  - 7月31日は『あなたが聴きたい歌の4時間スペシャル』（19:00 - 22:54）のため休止。
  - 8月14日は『生命38億年スペシャル 人間とは何だ』（20:00 - 22:54）のため休止。
  - 9月11日は枠拡大前最終回ではあるが、3時間枠で『ドラマ特別企画西村京太郎サスペンス十津川警部シリーズ3伊豆踊り子号殺人迷路』（20:00 - 22:54）を放送。
  - 9月18日 - 10月9日は改編期特番編成のため休止。
  - 10月16日は枠拡大後初回ではあるが、3時間枠で『ドラマ特別企画西村京太郎サスペンス十津川警部シリーズ4』（20:00 - 22:54）を放送。
  - 10月23日は『ナイナイのお見合い大作戦!下呂温泉の花嫁3時間SP』（20:00 - 22:54）のため休止。
  - 12月4日 - 25日は年末編成のため休止。
- 2018年
  - 1月1日 - 15日は年始編成のため休止。
  - 1月22日は年始初回であるが、3時間枠で『はぐれ署長の殺人急行3』（20:00 - 22:54）を放送した。
  - 1月29日は『名医のTHE太鼓判!SP』（19:00 - 21:00）および『ペコジャニ∞!SP』（21:00 - 22:54）のため、休止。
  - 2月5日は『世界衝撃映像100連発』のため休止。
  - 2月12日は『歌のゴールデンヒット 青春アイドルの50年間』（第3弾、19:00 - 22:54）のため休止。
  - 2月19日は『名医のTHE太鼓判!SP』（19:00 - 21:00）および『ペコジャニ∞!SP』（21:00 - 22:54）のため、休止。
  - 3月19日 - 5月14日は改編期特番編成のため、休止。
  - 5月21日は3時間超枠で『内田康夫サスペンス 新・浅見光彦シリーズ3 平家伝説殺人事件』（20:00 - 23:07）を放送。
  - 5月28日は『名医のTHE太鼓判!SP』（19:00 - 21:00）および『ペコジャニ∞!SP』（21:00 - 23:07）のため、休止。
  - 6月4日は『名医のTHE太鼓判!SP』（19:00 - 22:00）のため、休止。
  - 6月25日・7月2日は改編期特番編成(『あにいもうと』、フレンドパーク2018)のため、休止。
  - 7月9日は3時間超枠で『はぐれ署長の殺人急行4』（20:00 - 23:07）を放送。
  - 7月16日は『名医のTHE太鼓判!SP』（19:00 - 20:57）および『JNNフラッシュニュース』（20:57 - 21:00、臨時に単独番組扱いに変更）および『緊急総選挙!西野Jも生登場!日本人が選んだ歴代カッコいいサッカー選手ランキング』（21:00 - 23:07）のため、休止。
  - 7月23日は『ナイナイのお見合い大作戦!』（20:00 - 23:07）のため、休止。
  - 7月30日は『名医のTHE太鼓判!SP』（19:00 - 22:00）のため、休止。
  - 8月13日は3時間超枠で『ドラマ特別企画・名奉行!遠山の金四郎』（第2弾[注 7]、20:00 - 23:07）を放送。
  - 8月20日は『アジア大会2018ジャカルタ』（18:30 - 22:00）のため、休止。
  - 8月27日は『アジア大会2018ジャカルタ』（18:30 - 翌0:30）のため、休止。
  - 9月3日は『名医のTHE太鼓判!SP』（19:00 - 22:00）のため、休止。
  - 9月10日は3時間超枠で『ドラマ特別企画西村京太郎サスペンス十津川警部シリーズ6 日光・恋と裏切りの鬼怒川』（20:00 - 23:07）を放送。
  - 9月17日から10月22日までは改編期特番編成のため、休止。
  - 11月5日は『プロん家に秘密あり!〜秋に役立つ家ワザ大連発SP!料理・掃除・洗濯が劇的ラクに!』（19:00 - 21:00）ならびに『世界超絶映像ハンター』（21:00 - 23:07）のため、休止。
  - 11月19日は『歌のゴールデンヒット〜年間売上1位の50年〜』（第4弾、19:00 - 22:00）のため、休止。
  - 11月26日は『こんな私は何を食べればいいですか?』（19:00 - 21:00）ならびに『1番だけが知っているSP』（21:00 - 23:07）のため、休止。
  - 12月3日は『名医のTHE太鼓判!SP』（19:00 - 22:00）のため、休止。
  - 12月10日は3時間超枠で『ドラマ特別企画・西村京太郎サスペンス 十津川警部シリーズ7・浜名湖殺人ルート』（20:00 - 23:07）を放送。
  - 12月17日は3時間超枠で『内田康夫サスペンス 新・浅見光彦シリーズ4 華の下にて』（20:00 - 23:07）を放送。
  - 12月24日・12月31日は年末特番編成のため、休止。
- 2019年
  - 1月7日は3時間超枠で『内田康夫サスペンス 新・浅見光彦シリーズ5 天城峠殺人事件』（20:00 - 23:07）を放送。
  - 1月14日は『世界衝撃映像100連発』（19:00 - 21:00）および『さんま・玉緒のお年玉あんたの夢をかなえたろかスペシャル』（21:00 - 23:07）のため、休止。
  - 1月21日『名医のTHE太鼓判!SP』（19:00 - 22:00）のため、休止。
  - 2月11日は『歌のゴールデンヒット〜昭和・平成の歴代歌姫ベスト100〜』（第5弾、19:00 - 23:07）のため、休止。
  - 3月18日は『立派なお家にピンポンしてみた』（19:00 - 21:00）ならびに『1番だけが知っているSP』（21:00 - 23:07）のため、休止。
  - 3月25日は最終回3時間超SPとして『ドラマ特別企画・西村京太郎サスペンス 十津川警部シリーズ8・外房線に消えた女〜十津川の初恋〜』（20:00 - 23:07）を放送。